# 皮耶里诺·加贝蒂
皮耶里诺·加贝蒂（義大利語：Pierino Gabetti，1904年5月22日—1971年2月28日），意大利男子举重运动员。他曾代表意大利参加1924年、1928年和1932年夏季奥林匹克运动会举重比赛，共获得一枚金牌和一枚银牌。